# Olexander Schyrnyj
Olexander Mykolajowytsch Schyrnyj (ukrainisch Олександр Миколайович Жирний, auch russisch Александр Николаевич Жирный / Alexander Nikolajewitsch Schirny; * 25. Februar 1987 in Ufa, Baschkirische ASSR, Russische SFSR, UdSSR) ist ein ursprünglich russischer Biathlet, der seit 2014 für die Ukraine startet.
Alexander Schirny gab sein internationales Debüt bei den Biathlon-Europameisterschaften 2012 in Osrblie. Im Einzel erreichte er den 13. Platz, im Staffelwettbewerb kam er an der Seite von Nikolai Jakuschow, Sergei Kljatschin und Alexei Wolkow hinter den Vertretungen aus Deutschland und Norwegen auf den dritten Platz und gewann damit die Bronzemedaille. Nach der EM kam er bei den ersten außereuropäischen Rennen des IBU-Cups in Canmore zu seinen ersten Einsätzen in der zweithöchsten internationalen Rennserie. Bei seinem ersten Einsatz in einem Sprintrennen erreichte er mit dem sechsten Rang auch gleich sein bislang bestes Resultat. In vier Rennen erreichte er in Kanada dreimal die Top Ten.
Seit 2014 startet er als Olexander Schyrnyj für die Ukraine.

## Statistiken

### Weltcupplatzierungen
Die Tabelle zeigt alle Platzierungen (je nach Austragungsjahr einschließlich Olympische Spiele und Weltmeisterschaften).
- 1.–3. Platz: Anzahl der Podiumsplatzierungen
- Top 10: Anzahl der Platzierungen unter den ersten zehn (einschließlich Podium)
- Punkteränge: Anzahl der Platzierungen innerhalb der Punkteränge (einschließlich Podium und Top 10)
- Starts: Anzahl gelaufener Rennen in der jeweiligen Disziplin
- Staffel: inklusive Mixed- und Single-Mixed-Staffeln

| Platzierung         | Einzel | Sprint | Verfolgung | Massenstart | Staffel | Gesamt |
| ------------------- | ------ | ------ | ---------- | ----------- | ------- | ------ |
| 1. Platz            |        |        |            |             |         |        |
| 2. Platz            |        |        |            |             |         |        |
| 3. Platz            |        |        |            |             |         |        |
| Top 10              |        |        |            |             | 7       | 7      |
| Punkteränge         | 3      | 7      | 7          |             | 9       | 26     |
| Starts              | 8      | 24     | 14         |             | 9       | 55     |
| Stand: Karriereende |        |        |            |             |         |        |